# Straumann
 (juillet 2018).
Si vous disposez d'ouvrages ou d'articles de référence ou si vous connaissez des sites web de qualité traitant du thème abordé ici, merci de compléter l'article en donnant les références utiles à sa vérifiabilité et en les liant à la section « Notes et références ».
Pour les articles homonymes, voir Straumann (homonymie).
Straumann est une entreprise suisse spécialisée dans la production d'instruments et de composants pour la chirurgie dentaire. 
Elle est l’un des leaders mondiaux dans son domaine et occupe environ 4 800 personnes. Le siège de l’entreprise est à Bâle (BS), un centre de production a été ouvert à Villeret en 2000.

## Historique
L'entreprise est née en 1951 lorsque Reinhard Straumann, industriel à Waldenburg, crée à Saint-Imier, sous le nom de Nivaflex SA, une fabrique de bandes laminées destinées à la production de ressorts de montres. En 1975, les premières démarches sont prises pour diversifier les activités de l’entreprise vers la chirurgie dentaire. 
En 1982, l'entreprise créé une cellule de fabrication d’instruments et d’implants dentaires.
En 2019, l'entreprise devient l'un des principaux investisseur de DentalMonitoring, une start-up spécialisée dans l'offre de soins dentaires connectée.